# Segeberger Kalkberghöhlen
Segeberger Kalkberghöhlen este o arie protejată (arie specială de conservare — SAC, sit de importanță comunitară — SCI) din Germania întinsă pe o suprafață de 3 ha, integral pe uscat.

## Localizare
Centrul sitului Segeberger Kalkberghöhlen este situat la coordonatele 53°56′14″N 10°19′03″E / 53.9372°N 10.3175°E.

## Înființare
Situl Segeberger Kalkberghöhlen a fost declarat sit de importanță comunitară în august 2000 pentru a proteja 3 specii de animale. Situl a fost protejat și ca arie specială de conservare în ianuarie 2010.

## Biodiversitate
Situată în ecoregiunea continentală, aria protejată conține 1 habitat natural: Peșteri inaccesibile publicului.
La baza desemnării sitului se află mai multe specii protejate de  mamifere (3): liliac cu urechi mari (Myotis bechsteinii), liliac de iaz (Myotis dasycneme), liliac comun (Myotis myotis)
Pe lângă speciile protejate, pe teritoriul sitului au mai fost identificate 6 specii de mamifere.